# Leptasea
Leptasea là một chi thực vật có hoa trong họ Saxifragaceae.